# Cerkno
Cerkno (en italiano: Circhina, en alemán: Kirchheim) es una localidad eslovena, capital del municipio homónimo en la región occidental del país, en los Alpes Julianos. La localidad es el centro administrativo de la microrregión de Cerkljansko, cuyos límites coinciden con los del municipio.
En 2018 tiene 1461 habitantes.
Es conocida por el "Carnaval Laufarija", un festival de primavera con máscaras de madera tallada, por el Hospital Partisano Franja (Bolnišnica Franja) de la Segunda Guerra Mundial, y por sus pistas de esquí.
Cerkno es un centro cultural de la región eslovena de Goriška. La localidad y sus alrededores han sido el lugar de nacimiento de muchos eslovenos famosos, incluyendo al arzobispo de Gorizia Francišek Borgia Sedej, el escritor France Bevk, el fotógrafo Rafael Podobnik, los historiadores Milica Kacin-Wohinz y Boris Mlakar, lo mismo que de políticos como Marjan Podobnik y Janez Podobnik.

## Historia
Históricamente, la región de Cerkno perteneció al condado de Tolmin. En el siglo XVI, el área comenzó a pertenecer a la Casa de Habsburgo, pasando a formar parte integral de la Provincia de Gorizia y Gradisca. Después de la Primera Guerra Mundial el territorio fue ocupado por el Ejército Italiano, y fue oficialmente anexado a Italia en 1920. Entre los años 1920 a 1943 fue integrado a la región administrativa conocida como Venecia Julia. En el período subsiguiente a 1924 el fascismo comenzó una violenta campaña de italianización de la población eslovena. Después del armisticio italiano, en septiembre de 1943, Cerkno fue dominada por los partisanos y se convirtió en uno de los más importantes centros de resistencia partisana en el Litoral esloveno.